# Hypericophyllum nyassicum
Hypericophyllum nyassicum là một loài thực vật có hoa trong họ Cúc. Loài này được Gilli mô tả khoa học đầu tiên.